# 淡輪重政
淡輪 重政（たんのわ しげまさ）は、戦国時代から江戸時代初期にかけての武将。豊臣氏の家臣。

## 略歴
淡輪氏は和泉国淡輪荘の国人で本姓は橘氏。

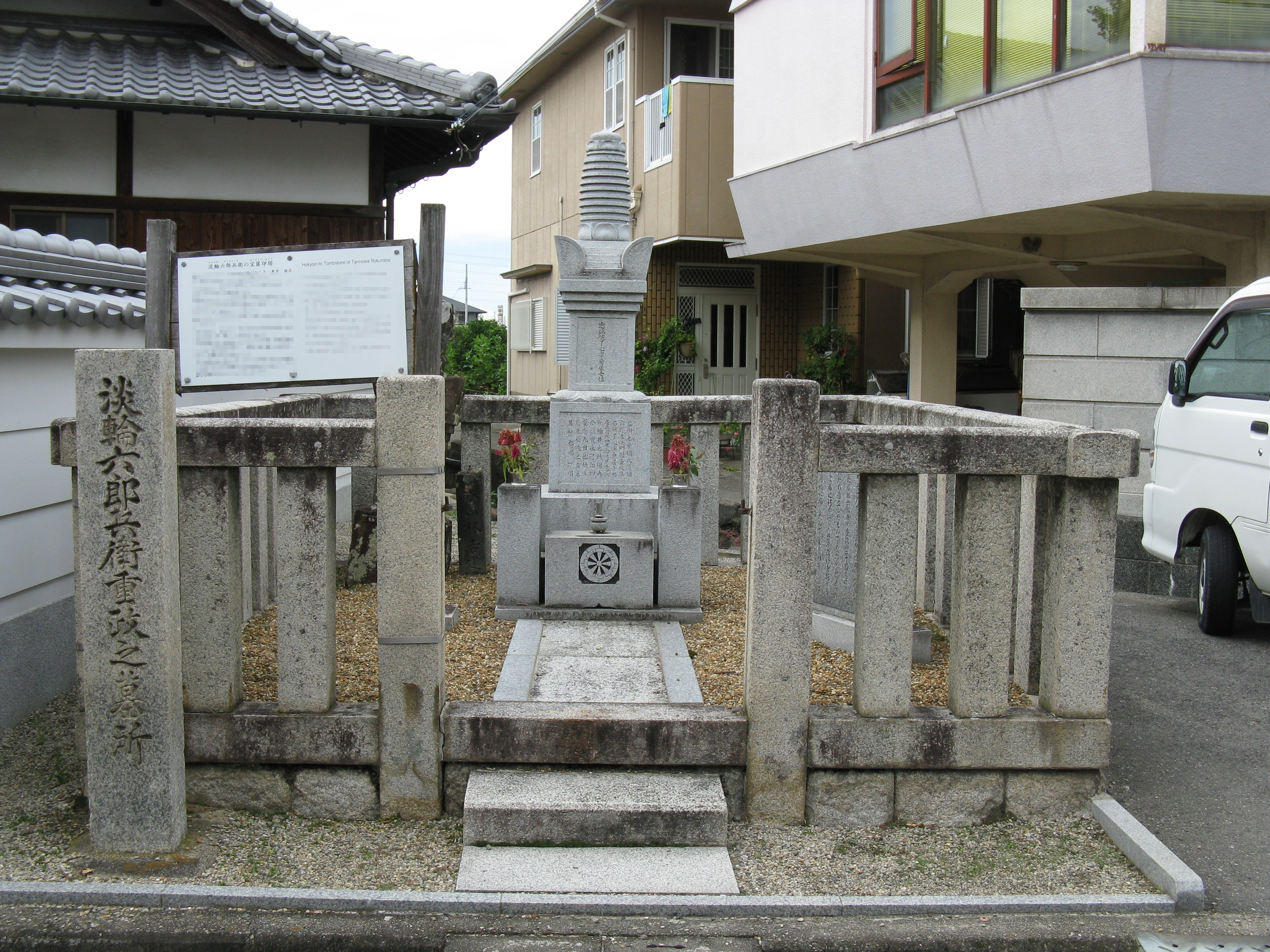
淡輪六郎兵衛墓所

水軍衆として活躍した淡輪徹斎（淡輪隆重/良重）の次男として誕生した。
義理の妹・小督局（お菊の母、養女）は豊臣秀次の側室であったが、秀次は豊臣秀吉に切腹を命じられた（秀次事件）。小督局も三条河原で処刑され、淡輪家も連累して所領が没収されて失領してしまい、重政は同郷の小西行長を頼ってこれに仕えたが、同家も関ヶ原の役後に改易されたので、浪人となった。
慶長19年（1614年）から始まる大坂冬の陣では、兄・重利が浅野家に仕えていた一方で、重政は旧領回復を目指して豊臣方に仕官した。
翌年の大阪夏の陣では、大野治房の紀州攻めに参加して、樫井の戦いで徳川方の浅野長晟軍と戦った。ところが塙直之と岡部則綱らの先陣争いで戦列が乱れ、重政も乱戦のなかで深入りしてしまい、永田治兵衛に首を討ち取られた。治房は諸将の戦死を聞いて驚き、樫井村に火を放って撤退した。

兄の重利の一族は紀州藩士として続いた。甥の淡輪新兵衛が供養のために泉州日根野郡樫井村に石塔を立て、これが現在も残っている。